# Stratfield Saye House
Stratfield Saye House est un château situé dans le comté de Hampshire dans le sud de l’Angleterre. Ce château deviendra la demeure du Duc de Wellington vainqueur de Napoléon à la Bataille de Waterloo.

## Origines
- Au XIIe siècle, Robert de Say, fils de Sibilla de Say, est seigneur à Stratefieldsay.

Blason de Sanchet D'Abrichecourt

- Son arrière-petite-fille Elisabeth de Say épouse vers 1370 Nicholas Dabridgecourt, fils de Sanchet d'Abrichecourt, originaire de la province du Hainaut, seigneur d'Auberchicourt, venu en Angleterre par son père Nicholas d'Abrichecourt (famille d'Auberchicourt), qui accompagna Philippa de Hainaut. Philippa de Hainaut deviendra, en 1328, reine d'Angleterre, en tant qu'épouse du roi Édouard III.

- La maison des Abrichecourt est décrite en 1846 par John Gough Nichols[1]

## Duc de Wellington
- En 1629 la propriété est vendue à la famille Pitt.
- En 1817 le royaume achète le château puis le donne en signe de reconnaissance au Duc de Wellington vainqueur de Napoléon à la bataille de Waterloo.